# Snowkite
Snowkite (estel de neu), és un esport d'hivern a l'aire lliure en el que s'utilitza l'energia del vent per lliscar sobre la neu o el gel per mitjà d'un estel.
A mitjans de la dècada de 1980, alguns esquiadors alpins van utilitzar l'energia de tracció dels parapents quadrats per esquiar muntanya amunt. En la dècada del 2000, s'ha produït un gran salt i avenç tecnològic en els processos i materials utilitzats en la fabricació dels estels per neu. Això ha permès a les persones que fan snowkite (anomenats kiters) una major llibertat per fer excursions per la muntanya i realitzar llargues travessies per la neu, com la que es va fer a Groenlàndia (3.120 km el 2009), entre moltes altres activitats.